# Estación CIA de Miami JMWAVE
JMWAVE o JM/WAVE o JM WAVE fue el nombre en clave de una importante operación encubierta secreta de los Estados Unidos y de una estación de recolección de inteligencia operada por la Agencia Central de Inteligencia (CIA) entre 1961 y 1968. Sus oficinas centrales estaban en el Edificio 25 en el South Campus (donde antiguamente se situaba la Richmond Naval Air Station, una base ubicada a 20 km al sur del campus principal) de la Universidad de Miami en Miami, Florida. A veces era mencionada como la «Estación de Miami» o «Estación de Ondas» (Wave Station) de la CIA.

## Historia
El primer rol destacado de JMWAVE fue cuando fue utilizada como centro de operaciones de la Task Force W, la unidad de la CIA dedicada a la operación Mangosta –un intento estadounidense de derrocar al gobierno comunista del presidente Fidel Castro en Cuba. JMWAVE también tomó parte en 1961 de la fracasada invasión de bahía de Cochinos en Cuba, apoyada por los Estados Unidos. La operación JMWAVE tuvo su origen en una antigua oficina de la CIA en Coral Gables.
Las actividades de la estación alcanzaron su cenit entre finales de 1962 y comienzos de 1963, durante la Crisis de los misiles en Cuba. Bajo el liderazgo de Ted Shackley entre 1962 a 1965, JMWAVE creció hasta convertirse en la mayor estación de la CIA en el mundo después de los cuarteles generales de la organización en Langley, Virginia, llegando a contar con entre 300 y 400 operarios (posiblemente 100 de ellos operando desde Cuba) y también unos 15.000 exiliados cubanos anticastristas en nómina. La CIA era uno de los empleadores más importantes de Miami durante este período. Los exiliados eran entrenados en tácticas de comando, espionaje y artes del mar y la estación apoyó numerosas entradas de exiliados a Cuba.